# Conus ferrugineus
Espèce
Conus ferrugineus est une espèce de mollusques marins de la famille des Conidae.

## Systématique
L'espèce Conus ferrugineus est décrite en 1792 par le conchyliologiste danois Christian Hee Hwass (1731-1803) dans une publication rédigée par le naturaliste français Jean-Guillaume Bruguière (1750-1798).

## Répartition
Conus ferrugineus se rencontre dans la partie centrale ouest de l'océan Pacifique (Philippines, Nouvelle-Calédonie et Polynésie française). Ce mollusque est présent entre 5 et 50 m de profondeur.

## Description
La coquille de Conus ferrugineus mesure au maximum 75 mm.

## Synonymes
Selon World Register of Marine Species (20 décembre 2022) :
- Conus (Rhizoconus) sophiae Brazier, 1876
- Conus (Strategoconus) ferrugineus Hwass, 1792
- Conus chenui Crosse, 1857
- Conus loebbeckeanus Weinkauff, 1873
- Conus mirmillo Crosse, 1865
- Rhizoconus ferrugineus (Hwass in Bruguière, 1792)[3]
- Strategoconus (Vituliconus) ferrugineus (Hwass, 1792)
- Vituliconus ferrugineus (Hwass in Bruguière, 1792)